# Did It On'em
Singles de Nicki Minaj
Super Bass
(2011) Girls Fall Like Dominoes
(2011)
Did It On'em est une chanson de la chanteuse et rappeuse américaine d'origine trinidadienne Nicki Minaj. Elle est écrite par Minaj, J. Ellington, Safaree Samuels et Bangladesh. Sorti le 7 avril 2011, il s'agit du sixième single extrait du premier album studio de Minaj intitulé Pink Friday, publié le 22 novembre 2010.

## Performances
Le titre devient en quelque sorte une signature de Minaj, qu'elle interprète notamment lors de chacune de ses tournées : The Pink Friday Tour, The Pink Friday: Roman Reloaded Tour, The Pinkprint Tour et The Nicki Wrld Tour,,,. Elle demande aux fans de "mettre leurs numéro deux en l'air" (mettre deux doigts en l'air) pour se moquer de leurs ennemis et de leurs rivaux.

## Classements hebdomadaires
| Classement (2011)              | Meilleure position |
| ------------------------------ | ------------------ |
| États-Unis (Hot 100)           | 49                 |
| États-Unis (R&B/Hip-Hop Songs) | 3                  |
| États-Unis (Hot Rap Songs)     | 4                  |

## Certifications
| Pays       | Certification | Ventes  |
| ---------- | ------------- | ------- |
| États-Unis | Or            | 500 000 |